# 299-й штурмовой авиационный полк
299-й штурмовой авиационный полк — воинское подразделение вооружённых СССР в Великой Отечественной войне.

## История
Сформирован Директивой НКО СССР от 21.12.1937 г. и Военного Совета Киевского ВО от 14.04.38 г. как 11-й легкобомбардировочный авиаполк 5-эскадрильного состава в Конотопе, 05.07.38 г. вошёл в состав 62-й легкой бомбардировочной авиабригады. На вооружении имел бипланы Р-Z.
Принимал участие в Польском походе РККА и Зимней войне.
23.05.40 г. полк вошёл в состав 13-й Легкобомбардировочной бригады и перебазировался на аэродром Рауховка (90 км к северу от г. Одессы) Одесского Военного округа.
30.06.40 г. вошёл в состав 21-й сад. Базировался сначала на аэродромах Рауховка, Осиповка, а затем на учебных аэродромах Одесса-1 и Одесса-2. В феврале 1941 года 11-й лбап преобразован в 299-й ближне-бомбардировочный авиаполк, но ближе к лету стал именоваться штурмовым.
В составе действующей армии во время ВОВ c 22 июня 1941 по 23 августа 1941, с 3 октября 1941 по 19 октября 1941, с 8 января 1942 по 27 января 1942, с 18 марта 1942 по 18 июля 1942, с 13 августа 1942 по 2 ноября 1942 и с 16 декабря 1942 по 24 августа 1943 года.
На 22 июня 1941 года базировался в Одесской области под Болградом на аэродромах Спартаковка (основной), и Кубей (запасной). Находился в стадии перевооружения, имел на вооружении 25 И-153 и 2 И-15 бис а также И-16 с пушечным вооружением. Личный состав был подготовлен к действиям на И-153 в простых метеоусловиях.. На 30 июня 1941 года в полку насчитывалось уже 43 И-153.
Уже 2 и 3 июля 1941 года полк наносил бомбоштурмовые удары по немецким мотомехколоннам, пытавшимся форсировать реку Прут. За два дня лётчики полка произвели 70 боевых самолётовылетов, в результате которых были разрушены три переправы, достоверно выведены из строя 4 бронетранспортера и уничтожено несколько орудий.
В июле 1941 года полк начал получать Ил-2, одновременно переучиваясь на эти самолёты. К 17 июля 1941 года в полку не осталось И-153 и И-15 бис, зато имелось 4 исправных самолёта Ил-2, кроме того 18 МиГ-3 (12 неисправных) и 7 И-16. Базируется в Воронково. 9 июля 1941 года штурмует румынские войска в районе Фалештя-Гирлица, 10 июля 1941 года в районе Гминшавы, 25 июля 1941 года в районе Слободки, 26 июля 1941 года на И-153 выполняет боевые задачи в районе Дубоссар, 29 июля 1941 года — в районе Погреба. Действует под прикрытием 55-го истребительного авиаполка.
2 августа 1941 года производил атаку скопления войск противника в районе Первомайска, 5 августа 1941 года — в районе Вознесенска, к середине августа перебазировался в Херсон, 16 августа пятёркой Ил-2 штурмует пехоту, артиллерию и автотранспорт противника в районе станции Заселье, севернее Киселёвки. 17 августа 1941 года полк перебазировался на аэродром Запорожье и 23 августа 1941 года, совершив 5 боевых вылетов на подступах к Запорожью отведён на укомплектование, передав два свои Ил-2 в 295-й истребительный авиационный полк на аэродроме Токмак.
В течение сентября получает в Воронеже 20 Ил-2 и переобучается на них.
С октября 1941 года действует на юго-западных подступах к Москве, вылетая с аэродрома Вербилки, штурмуя вражеские колонны, укрепления, аэродромы. Так, 2 октября 1941 года производит налёт на колонну войск противника и танки на дороге Кромы-Орёл. 11 октября и 13 октября 1941 года наносит удары по аэродрому Орёл-Западный, совместно с 74-м штурмовым полком под прикрытием истребителей 42-го истребительного авиаполка. В конце октября 1941 года действует в районе Тулы с аэродрома Волово. К 29 октября 1941 года в полку оставалось только 3 Ил-2, из них два неисправных и полк был отведён на формирование и укомплектование, получал новые Ил-2 в Москве
C 8 января по 27 января 1942 года действует с аэродрома Крестцы, нанося удары по окружённой группировке немецких войск в Демянске и штурмуя аэродромы, с которых осуществлялось снабжение окружённых войск противника. После укомплектования, с 18 марта 1942 года по 10 июня 1942 года вновь действует в районе Демянска, штурмуя Рамушевский коридор.
С августа по октябрь 1942 года действует в Тульской области, Калужской области, Смоленской области, Калининской области, так 29 августа 1942 года вылетает в район Речицы — Белый Верх Смоленской области, 3 сентября 1942 года — в район Сычёвки. В начале ноября 1942 года отведён на переформирование, вновь приступил к боевым действиям в декабре 1942 года в районе Сталинграда в составе 290-й штурмовой авиационной дивизии.
С апреля 1943 года действует на Юго-Западном фронте, так, 22 апреля, 25 апреля, 6 мая 1943 и 31 мая 1943 года проводил штурмовки аэродрома Краматорская, под прикрытием истребителей из состава 814-го истребительного полка и 5-го гвардейского истребительного полка. В последнем вылете полк понёс существенные потери.
24 августа 1943 года Приказом НКО СССР № 264 преобразован в 108-й гвардейский штурмовой авиационный полк.

## Полное наименование
- 299-й штурмовой авиационный полк

## Подчинение
| Дата            | Фронт (округ)                        | Армия                      | Корпус                           | Дивизия                             | Примечания                                                                               |
| --------------- | ------------------------------------ | -------------------------- | -------------------------------- | ----------------------------------- | ---------------------------------------------------------------------------------------- |
| 22.06.1941 года | -                                    | 9-я отдельная армия        | -                                | 21-я смешанная авиационная дивизия  | -                                                                                        |
| 01.07.1941 года | Южный фронт                          | 9-я армия                  | -                                | 21-я смешанная авиационная дивизия  | -                                                                                        |
| 10.07.1941 года | Южный фронт                          | 9-я армия                  | -                                | 21-я смешанная авиационная дивизия  | -                                                                                        |
| 01.08.1941 года | Южный фронт                          | 9-я армия                  | -                                | 21-я смешанная авиационная дивизия  | -                                                                                        |
| 01.09.1941 года | -                                    | -                          | -                                | -                                   | на формировании                                                                          |
| 01.10.1941 года | -                                    | -                          | -                                | -                                   | на формировании                                                                          |
| 01.11.1941 года | -                                    | -                          | -                                | -                                   | на формировании, с 3 октября по 19 октября действовал в составе 6-й резервной авиагруппы |
| 01.12.1941 года | -                                    | -                          | -                                | -                                   | на формировании                                                                          |
| 01.01.1942 года | Резерв Ставки ВГК                    | -                          | -                                | -                                   | -                                                                                        |
| 01.02.1942 года | Резерв Ставки ВГК                    | -                          | -                                | -                                   | на формировании, с 6 января по 27 января действовал в составе 6-й смешанной авиадивизии  |
| 01.03.1942 года | Резерв Ставки ВГК                    | -                          | -                                | 2-я резервная авиационная бригада   | -                                                                                        |
| 01.04.1942 года | Ставка Верховного Главнокомандования | -                          | 2-я ударная авиационная группа   | -                                   | -                                                                                        |
| 01.05.1942 года | Ставка Верховного Главнокомандования | -                          | 2-я ударная авиационная группа   | -                                   | -                                                                                        |
| 01.06.1942 года | Ставка Верховного Главнокомандования | -                          | 2-я ударная авиационная группа   | -                                   | -                                                                                        |
| 01.07.1942 года | -                                    | -                          | -                                | -                                   | нет данных                                                                               |
| 01.08.1942 года | Резерв Ставки ВГК                    | -                          | -                                | 3-я резервная авиационная бригада   | -                                                                                        |
| 01.09.1942 года | Западный фронт                       | 1-я воздушная армия (СССР) | -                                | 214-я штурмовая авиационная дивизия | -                                                                                        |
| 01.10.1942 года | Западный фронт                       | 1-я воздушная армия (СССР) | -                                | 214-я штурмовая авиационная дивизия | -                                                                                        |
| 01.11.1942 года | Приволжский военный округ            | -                          | -                                | -                                   | -                                                                                        |
| 01.12.1942 года | Приволжский военный округ            | -                          | -                                | -                                   | -                                                                                        |
| 01.01.1943 года | -                                    | -                          | -                                | -                                   | нет данных                                                                               |
| 01.02.1943 года | -                                    | -                          | -                                | -                                   | нет данных                                                                               |
| 01.03.1943 года | -                                    | -                          | -                                | -                                   | нет данных                                                                               |
| 01.04.1943 года | Юго-Западный фронт                   | 17-я воздушная армия       | 3-й смешанный авиационный корпус | 290-я штурмовая авиационная дивизия | -                                                                                        |
| 01.05.1943 года | Юго-Западный фронт                   | 17-я воздушная армия       | 3-й смешанный авиационный корпус | 290-я штурмовая авиационная дивизия | -                                                                                        |
| 01.06.1943 года | Юго-Западный фронт                   | 17-я воздушная армия       | 3-й смешанный авиационный корпус | 290-я штурмовая авиационная дивизия | -                                                                                        |
| 01.07.1943 года | Юго-Западный фронт                   | 17-я воздушная армия       | 3-й смешанный авиационный корпус | 290-я штурмовая авиационная дивизия | -                                                                                        |
| 01.08.1943 года | Юго-Западный фронт                   | 17-я воздушная армия       | 3-й смешанный авиационный корпус | 290-я штурмовая авиационная дивизия | -                                                                                        |

## Командиры
- Губанов Дмитрий Андреевич (1938 — 1941) — командир 11-го легкобомбардировочного авиационного полка[7]
- майор Греськов Сергей Евменович, на 22.06.1941
- капитан, майор С. Е. Сентемов, на 10.1941
- майор Макаров Леонид Сергеевич,20.07.1942- 21.02.1943 https://pamyat-naroda.ru/heroes/memorial-chelovek_kartoteka_memorial37673041/ Архивная копия от 28 апреля 2021 на Wayback Machine
- Ананьин, Степан Константинович, майор, 1943

## Отличившиеся воины полка
| Награда | Ф. И. О.                       | Должность           | Звание            | Дата награждения                                                     | Данные о вылетах | Примечания                                                  |
| ------- | ------------------------------ | ------------------- | ----------------- | -------------------------------------------------------------------- | ---------------- | ----------------------------------------------------------- |
|         | Ананьин, Степан Константинович | командир полка      | майор             | к моменту представления 219 боевой вылет, 4 сбитых самолёта          | 08.09.1943       | -                                                           |
|         | Жигарин, Фёдор Александрович   | командир эскадрильи | старший лейтенант | к моменту представления 61 боевой вылет, 7 сбитых в группе самолётов | 08.09.1943       | -                                                           |
|         | Рябошапко, Василий Яковлевич   | лётчик              | старший сержант   | к моменту представления 16 боевых вылетов, 3 сбитых самолёта         | 21.07.1942       | посмертно, погиб 03.04.1942                                 |
|         | Железняков Пётр Фёдорович      | командир эскадрильи | гвардии майор     | к моменту представления 341 боевой вылет, 16 лично сбитых самолётов  | 27.07.1945       | в составе 108-го гвардейского штурмового авиационного полка |

## Память
- Памятный знак в честь лётчиков полка на улице Маршала Полубоярова в Москве